# Ad Sluijter
Ad Sluijter (29 novembre 1981) è un chitarrista olandese, fondatore del gruppo musicale symphonic metal Epica con Mark Jansen.

## Biografia
Dopo aver militato nei Cassiopeia, Sluijter formò i Sahara Dust insieme a Jansen a seguito del licenziamento di quest'ultimo dagli After Forever. Una volta cambiato nome in Epica, il gruppo incise nel 2003 l'album di debutto The Phantom Agony. Il chitarrista partecipò a ogni pubblicazione del gruppo fino all'album dal vivo The Classical Conspiracy - Live in Miskolc, Hungary del 2009, distribuito pochi mesi dopo la sua uscita dalla formazione, avvenuta il 16 dicembre 2008.
Sluijter è stato anche membro dei Delain, registrando con loro l'album Lucidity nel 2006 e separandosi dalla band subito dopo. Nel 2009 divenne cofondatore degli Hangover Hero insieme a Ronald Landa, colui che lo sostituì nei Delain.

## Discografia

### Con gli Epica
- 2003 – The Phantom Agony
- 2004 – We Will Take You with Us (album video)
- 2005 – Consign to Oblivion
- 2005 – The Score - An Epic Journey (colonna sonora)
- 2006 – The Road to Paradiso (raccolta)
- 2007 – The Divine Conspiracy
- 2009 – The Classical Conspiracy - Live in Miskolc, Hungary (live)

### Con i Delain
- 2006 – Lucidity

### Con gli Hangover Hero
- 2011 – Hangover Hero